# František Biskup
František Biskup (29. června 1897 – ?) byl český fotbalový útočník (pravé křídlo).

## Hráčská kariéra
Ligu hrál jednu sezonu za SK Kladno, vstřelil jeden prvoligový gól. Byl pevně spjat se Slovanem SK Slovan Dubí, za který bojoval v letech 1916–1925 a 1926–1928.

### Prvoligová bilance
| Ročník             | Zápasy | Góly | Minuty | Klub      |
| ------------------ | ------ | ---- | ------ | --------- |
| I. liga 1925/26    | 7      | 1    | –      | SK Kladno |
| CELKEM I. ČS. LIGA | 7      | 1    | –      |           |